# 星貞吉
星 貞吉（ほし ていきち、文政4年（1821年） - 明治31年（1898年）5月10日）は日本の武術家。拳法師と呼ばれる。東北において柳生心眼流の中興之祖または近代之祖とされている。

## 経歴
柳生心眼流の発祥地である宮城県での伝承は、幕末から明治にかけて活躍した星貞吉によって、登米市迫町新田を中心としてその大きな礎が形作られた。星貞吉の伝承は、当身拳法を中心とした体系であり、その独特な形を現在まで見ることができる。
星貞吉は、相沢忠之進、千葉義祐、佐竹森之助、加藤権蔵、加藤善兵衛、高橋義輔などに学び、流儀を継いだ。資料等に見られる星貞吉の門人としては、星清右衛門、高橋彦吉などを初めとして、多くの門弟の名が記されている。
現在、東北に伝わる系統としては、大きく分けて星清右衛門（星彦十郎）・高橋彦吉の2系統があるといえる。
星清右衛門の子、星彦十郎は、新田に柳心館を設立して宗家制度を採り第17代宗家を称した。同氏の代表的な門人として、星清作、星親之助、高橋誠一、星彦五郎、星国雄、佐藤初治、佐々木荘平、高橋寿、佐藤長蔵、などが挙げられている。尚、星彦十郎の系統を継ぐ宗家に関しては派閥により意見の異同がある。柳心館を継ぐ派閥は代々星家が宗家を継承しており、現在柳生心眼流甲冑術・甲冑柔術として県無形文化財の指定を受けている。 他方、一子相伝を受けたとして第14代宗家を名乗った星国雄（星彦十郎の四男）の派閥は、現在その孫、星裕文が二代目星国雄として継承している。一ノ関において柳生心眼流兵法総本部として独自の組織を形成している。
高橋彦吉の流れは特に宗家を置かず、代々、相伝を受けた者それぞれが個別の道場を持ち次代へと受け継いでいる。
この他にも多くの伝系者が星貞吉に連なる流儀を伝えている。